# Unsane
Gli Unsane sono un gruppo musicale statunitense di genere noise rock formatosi nel 1988 a New York.

## Storia

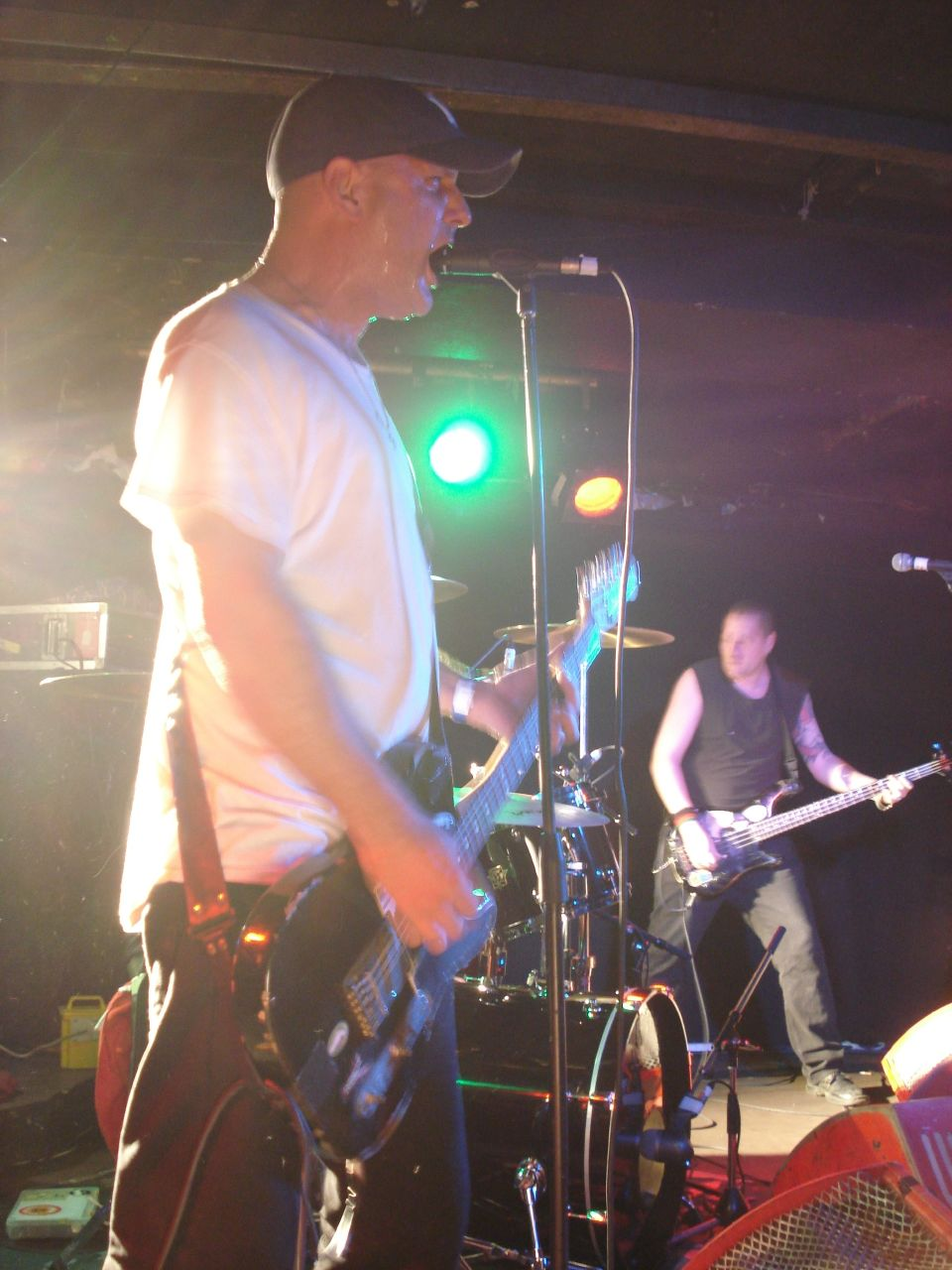
Gli Unsane dal vivo nel 2007

Nel 1988, il cantante/chitarrista Chris Spencer, coadiuvato dal bassista Pete Shore e dal batterista Charlie Ondras (al tempo liceali) formano i Lawn-Chair-Blisters, embrione di ciò che sarebbero diventati cambiando nome in Unsane. Sotto questo nome registrarono un demo presso il Wharton Tiers Recording Studio nei primi mesi del 1989. Successivamente, firmarono con la Circuit Records, con l'intento di far uscire il loro primo album, Improvised Munitions, ma questo non uscì mai.
Gli Unsane hanno quindi cominciato a far parte, attorno al 1990, della scena noise di New York, suonando con gente come Pussy Galore, Helmet, Cop Shoot Cop e altri. Nell'autunno del 1991, esce l'album di debutto Unsane per la Matador Records, album considerato un caposaldo della nuova scena noise rock, nonché uno dei lavori "estremi" più influenti degli anni '90.
Un anno dopo, nel 1992, il batterista Charlie Ondras muore per overdose da eroina e viene sostituito, dopo una breve parentesi con Anthony DeLuca, da Vinnie Signorelli (prima in Swans e Foetus). Nel 1994, invece, è il bassista Pete Shore a lasciare per motivi non precisati, subentra quindi Dave Curran.
Dopo aver suonato in diversi paesi, pubblicano il loro secondo album ufficiale, Total Destruction, nel 1994 e quindi il terzo Scattered, Smothered And Covered nel 1995 tramite Amphetamine Reptile. Quest'ultimo è probabilmente il più conosciuto e grazie anche al singolo Scrape e al suo videoclip.
Dopo altri tour, tra cui un'apertura agli Slayer, nel 1998 fanno uscire Occupational Hazard per la Relapse Records. Più tardi, nello stesso anno, Chris Spencer viene attaccato da quattro persone dopo un concerto a Vienna, finendo così in ospedale per emorragia interna e sottoposto a un intervento chirurgico. In seguito all'episodio, nel 2000 la band decide di prendersi una pausa.
Riformatisi nel 2003, rilasciano un album di greatest hits, Lambhouse, seguito dal loro quinto album ufficiale, Blood Run, nel 2005. Questo, però, non riscuote lo stesso successo dei precedenti, sia da parte dei fan che della critica. Nel 2007, quindi, viene alla luce il sesto disco, intitolato Visqueen, per la Ipecac Recordings di Mike Patton.
Nel 2010 pubblicano un EP, Coextinction Recordings 1, contenente tre inediti. Il 20 marzo 2012 esce il loro settimo album in studio, intitolato Wreck, per la Alternative Tentacles, contenente tra gli altri brani una ri-registrazione di Pigeon (già nell'EP del 2010) e una cover dei Flipper, Ha Ha Ha.

## Progetti collaterali
Vinnie Signorelli, poco dopo la fine della pausa nel 2003, ha formato gli A Storm Of Light insieme a Josh Graham (già parte dei Neurosis), Domenic Seita e Pete Angevine. Il loro album di debutto è uscito nel 2008, seguito da altri due rispettivamente nel 2009 e nel 2011.
Nel 2008, Chris Spencer ha formato, assieme con Ari Benjamin Meyers (Redux Orchestra), Niko Wenner (Oxbow) e altri, i Celan, debuttando nel 2009 con Halo.
Sempre Chris Spencer, affiancato dal bassista Dave Curran, forma nel 1999 i The Cutthroats 9, band che non si discosta di molto dagli Unsane stessi. Hanno all'attivo 2 album, un singolo ed un ep.
Il bassista Dave Curran, insieme al batterista Jim Paradise e al bassista Andrew Schneider, ha formato i Pigs nelle vesti di cantante e chitarrista, con un'uscita prevista per fine marzo 2012.

## Membri

### Attuali
- Chris Spencer - Chitarra, Voce (1988-presente)
- Dave Curran - Basso, Voce (1994-presente)
- Vinnie Signorelli - Batteria e percussioni (1992-presente)

### Passati
- Pete Shore - Basso (1988-1994)
- Charlie Ondras - Batteria e percussioni (1988-1992)

## Discografia

### Album in studio
- 1991 - Unsane
- 1994 - Total Destruction
- 1995 - Scattered, Smothered & Covered
- 1998 - Occupational Hazard
- 2005 - Blood Run
- 2007 - Visqueen
- 2012 - Wreck
- 2017 - Sterilize

### Compilation
- 1993 - Singles 89-92, LP/ CD
- 2003 - Lambhouse: The Collection 1991-1998

### Album dal vivo
- 1994 - Peel Sessions
- 1995- Amrep Xmas
- 1995 - Attack In Japan

### Singoli
- Split w/ Cows, Pagans, Bastards (Unsane - "Burn") (Treehouse) - 1989
- This Town single (Treehouse) - 1989
- Concrete Bed single (Glitterhouse Records) - 1990
- Vandal-X single (Sub Pop) - 1990
- Jungle Music single (PCP) - 1991
- Split w/ Slug single (Matador Records) - 1992
- Body Bomb 7" red vinyl single (Matador Records) - 1994
- Sick/ No Soul single (Man's Ruin Records) - 1996
- Committed/ Over me, single (Galaxia Records) - 1998
- This Plan/ Ha,Ha,Ha, single (DC Records) - 2001
- Coextinction Recordings 1 (Coextinction Recordings) - 2010
- Split w/ Melvins (Amphetamine Reptile Records) - 2012